# Ryszard Szałapski
Ryszard Szałapski (ur. 12 września 1939 w Łodzi, zm. 16 stycznia 2012 tamże) – polski kolarz torowy. Mistrz i reprezentant Polski.

## Życiorys
Przez całą karierę sportową zawodnik Gwardii Łódź. Jego największymi sukcesami w karierze było mistrzostwo Polski w wyścigu długodystansowym w 1963, srebrny medal w tej samej konkurencji w 1964, wicemistrzostwo Polski w tandemach (1964 ze Zbysławem Miziołkiem) oraz brązowy medal w wyścigu na 1000 m ze startu zatrzymanego w 1964. W 1964 wygrał wyścig o Puchar Ministra Obrony Narodowej. Dwukrotnie wystąpił w mistrzostwach świata w wyścigu drużynowym na 4000 m (1963 – 7 m., 1964 – 7 m.).
Dwukrotnie był członkiem zespołu, który poprawiał rekord Polski w wyścigu na 4000 m (8.06.1963 – 4.46.4, 20.06.1964 – 4.39.6)